# 荒巻義雄
荒巻 義雄（あらまき よしお、1933年4月12日 -）は、日本の小説家、SF作家、推理作家、評論家、詩人。
本名、荒巻邦夫、後に荒巻義雅と改名。『紺碧の艦隊』の大ヒットで、いわゆる架空戦記小説の世界を代表する小説家として広く知られている。静修女子大学（現・札幌国際大学）教授も務めた。
日本文芸家協会会員。日本SF作家クラブ会員。現代俳句協会会員（旭太郎名義)。

## 経歴と作品

### SF作家デビューまで
北海道小樽市で、荒巻山の名前の元になった、採石業を営む荒巻家に生まれる。荒巻によると荒巻家は平将門一門の末裔であり、両親は母方の祖父が小樽市色内町(現在の稲穂)で開いていた一万坪の採石場を継ぐため水戸市から移住してきたという。幼少期にはロース幼稚園というミッション系の幼稚園に通っており、その時に触れた聖書の世界観に影響を受ける。1940年に稲穂尋常小学校に入学し（その後1943年に父親が事業拠点を札幌に移したため山鼻小学校（当時国民学校）に転校）、小学生時代は山中峯太郎、南洋一郎、海野十三などの戦時冒険SFや、吉川英治『宮本武蔵』などを愛読した。札幌第一中学校に入学、山岳部に所属し登山に熱中。その後学制改革により第一高等学校（現・北海道札幌南高等学校）に移り、堀辰雄、山本有三などを読む。高校の同期に、後の作家渡辺淳一、および渡辺の小説『阿寒に果つ』に登場し、荒巻の小説『白き日旅立てば不死』のヒロインの加能純子のモデルとなる夭折の天才画家加清純子がいた。のちの漆工芸作家で北海道教育大学名誉教授の伊藤隆一も高校の同級生。
1952年、東大を受験するも失敗し、受験勉強のために東京の叔父、兄の家から駿台予備校に通うも、翌年、再び受験に失敗。翌々年、滑り止めの早稲田大学第一文学部哲学科心理学専修に入学、安部公房により新劇ファンとなり、南里文夫を聴いてジャズファンとなり、またF.ブラウン『発狂した宇宙』を読んでSFに関心を持つ。卒業後、早稲田大学第二文学部露文科に学士入学するも、一年で除籍。国土社で編集者として働きつつ、実存主義に接しカミュ、カフカ、サルトルなどを読む。ロシア革命時の軍艦から名前を取った『アブローラ』という同人誌を作り、当時書いた原稿は5000枚ほどだった。その後、1961年に家業を継ぐため札幌に戻る。北海学園大学短期大学部土木科を卒業し、二級建築士の資格を取得。北建商事株式会社代表取締役に就任。
1965年から1967年、SF同人誌『CORE』を主催、また『宇宙塵』に寄稿。1970年には、評論『術（クンスト）の小説論』を『SFマガジン』5月号に、短編『大いなる正午』を8月号に発表し、作家・評論家としてデビュー。ニュー・ウェーブSFやシュール・リアリズムの影響をうけ、美術と心理学の素養を生かしたスペキュレイティブ・フィクション的な幻想的SFを発表し、ダリの同題の絵画をモチーフとした短編「柔らかい時計」（初出『宇宙塵』1968年4月122号）は英訳され、1989年にイギリスのSF雑誌「インターゾーン」に掲載されて、高い評価を得た。1971年に『SFマガジン』に発表した中編「ある晴れた日のウイーンは森の中にたたずむ」を長編化した『白き日旅立てば不死』などのヌーボー・ロマン風の作品や、「ユングの集合的無意識への夢」であるという連作長編『時の葦舟』などを発表。処女長編『白き日旅立てば不死』は、第1回泉鏡花文学賞の候補となった。

### 伝奇ロマン・架空戦記
1973年にノン・ノベルを発刊した祥伝社の伊賀弘三良に、S-Fマガジン編集長だった森優の推薦で、半村良の『黄金伝説』のような伝奇推理の執筆を依頼されて、道南の大千軒岳に伝わるキリシタン伝説を書き出しにした『空白の十字架』を執筆し、以後伝奇ロマン作品を数多く発表した。またスペースオペラ「ビッグ・ウォーズシリーズ」やジュブナイルSF「時間監視員シリーズ」などを執筆する。2度のインド旅行で仏教、ヒンドゥー教に関心を持ち、渡辺照宏『不動明王』を読んで不動明王とシヴァ神の説話にヒントを得て『殺意の明王』を執筆した。続編の『悪魔の議定書』では日本的な伝奇ロマンに対して舞台の国際化を目指し、また新書版に合った創作手法として劇画のプロット構成法を参考にし、ヨハン・ヴァレンティン・アンドレーエ『化学の結婚』の構成を指標として執筆した。さらにシリーズ3作目『妖獣王子』では世界情勢と近未来的問題を組み入れるという試みで、土地高騰現象と経済恐慌を題材にした。
1986年にC★NOVELSの担当編集者だった新名新からの依頼をきっかけに、当時の米ソ対立の中で、シミュレーションゲームから着想を得たシミュレーション小説を構想し、在住している北海道を舞台に箱庭的な世界を作ろうとして、ニセコ山系を舞台に選んだ近未来戦記『ニセコ要塞1986』三部作を執筆。なるべく政治的な要素を入れず、カフカ的な不条理のムードを強調するなど気を使ったという。売れ行きが好調だったため続編も執筆され、最終的に十和田、阿蘇、琵琶湖、富士を舞台にした連作長編となった。これを皮切りに、架空戦記を執筆するようになり、1990年代以降の架空戦記小説ブームの始祖とも言える作品であった。
1990年に代表作の一つ『紺碧の艦隊』を、1992年にはその好評を受けて枝編『旭日の艦隊』を発表し、最終的に続編も合わせると全63巻819万部を売り上げた大ベストセラーとなり、架空戦記ブームの火付け役となる。1994年には、架空戦記作家宣言とも言える評論『シミュレーション小説の発見』を発表する。「世界模擬実験装置としてのシミュレーションにこそ、小説の未来がある」として、以降、架空戦記小説を多数発表し、他のジャンルも合わせると、全盛期には1年に最大14冊を執筆していた年もあった。一時期（1984年から2000年代前半まで）は日本SF作家クラブを脱退していた。
2001年の『富嶽要塞Ver.1』の完結後、肺気腫をきっかけとしてそれまで1日60本吸っていたたばこをやめたところ、スランプとなったこともあり、架空戦記の新作は発表されずに経済シミュレーション小説『プラグ』（2002年）や、アトランティスを舞台にしたSFファンタジー・シリーズ『アトランティス大戦』『火星のアトランティス』（両者合わせて全6巻）など、SFを中心にそれまでと比べ低いペースで作品を書いていた。
2007年8月に行われた世界SF大会 Nippon2007では、「スチームパンク／歴史改変」パネルに参加（他の参加者は、高野史緒、宇月原晴明、永瀬唯、新戸雅章）。2007年12月に翻訳家の増田まもるが創設したサイト「speculative japan（ニューウェーヴ／スペキュレィティヴ・フィクション・サイト）」にはメンバーの一員として参加し、盛んにSF評論を発表している。2008年12月から2011年12月にかけて日本SF作家クラブ主催で行われていた日本SF評論賞の第4回から第7回の選考委員長を務め、石和義之、岡和田晃、高槻真樹らを輩出した。
「SFへの回帰」が目立っていたが2010年5月、10年ぶりの架空戦記小説の新刊『ロマノフ帝国の野望』が発売され、話題を呼んだ。巻末には最新の地政学関係の文献がリストアップされている。
早大在学中は全学連、卒業後は「声なき声の会」で参加した60年安保での挫折を経た後に、建築の仕事の経験によって職人の技術や身体の延長としての道具を文学にするという考えを持ち、それを「術の小説論」にまとめており、またマニエリスムを志向していると述べている。美術を素材とした作品に、ボスの『快楽の園』のような惑星への旅を描く『神聖代』、エッシャーの絵のような都市を舞台にした『カストロバルバ』などがある。筒井康隆は『神聖代』について「一種の巡礼物語であり、神話的な構成を持っている」「豊かな普遍性を持ち、読者それぞれの内的宇宙（インナースペース）への旅の指針」となっていると指摘している。
伝奇ロマンとしては、超古代史をテーマとする『空白の十字架』などの「空白シリーズ」、『ソロモンの秘宝』を始めとする秘宝シリーズ、『古代かごめ族の陰謀』などの「陰謀シリーズ」、「埋宝シリーズ」などのSFミステリーがある。高校時代からヴァン・ダインを愛読しており、黄金シリーズを読んだ山村正夫から推理小説を描くように勧められ、浦島伝説を題材とした伝奇推理小説『天女の密室』、フリーメイソンを扱った『石の結社』を執筆、これらは画家の條里嶋成を主人公として、美術に関する造詣も生かされている。『天女の密室』は1977年の週刊文春ミステリーベスト10で次点にランクされた。澁澤龍彦の影響が大きいと自身で語っており、そのマニエリスム志向はヨーロッパにおける神秘思想・秘教に代わって、超古代文明などをテーマとした伝奇SFとして表されていると笠井潔も指摘しており、巽孝之も、荒巻の架空戦記もまたマニエリスム的作品と評している。
長く「札幌時計台ギャラリー」のオーナーを務め、北海道の美術家の作品を多数所持する美術コレクターとしても著名であり、コレクションの多くは札幌芸術の森美術館に寄贈されている。
2014年11月より月刊のペースで、彩流社より入手困難な初期SF作品を集成した『定本 荒巻義雄メタSF全集』（全7巻＋別巻）が刊行開始された。編集委員はSF評論家で慶應義塾大学教授の巽孝之、SF研究家で元北海道新聞文化部長の三浦祐嗣。

## 受賞
- 1972年 -『白壁の文字は夕日に映える』で星雲賞日本短編賞を受賞。
- 2012年 - 詩集『骸骨半島』で北海道新聞文学賞（詩部門）を受賞。紺綬褒章を受章。
- 2013年 - 札幌芸術賞を受賞。
- 2023年 - 『SFする思考 荒巻義雄評論集成』（小鳥遊書房）で第43回日本SF大賞を受賞[21]。

## 作品リスト
- 白壁の文字は夕陽に映える 早川書房 1972年（短編集）
- 白樹シリーズ
  - 白き日旅立てば不死 早川書房 1972年（中編「ある晴れた日のウイーンは森の中にたたずむ」を長編にリライトした作品）
  - 聖シュテファン寺院の鐘の音は 徳間書店 1988年
  - もはや宇宙は迷宮の鏡のように 彩流社 2017年
- 時の葦舟 文化出版局 1975年
- 空白シリーズ
  - 空白の十字架 祥伝社 1975年
  - 空白のアトランチス 祥伝社 1976年
  - 空白のムー大陸 祥伝社 1975年
  - 空白のピラミッド 祥伝社 1978年
  - 空白の黙示録 祥伝社 1982年
  - 空白の失楽園 祥伝社 1984年
  - 空白のメソポタミア 祥伝社 1985年
  - 空白の大涅槃 祥伝社 1987年
- キンメリア七つの秘法シリーズ（黄金シリーズ）
  - 黄金繭の睡り 徳間書店 1976年
  - 黄金の不死鳥 徳間書店 1977年
  - 黄金の珊瑚礁 徳間書店 1978年
  - 黄金の回帰線 徳間書店 1979年
  - 黄金の水平線 徳間書店 1981年
- 嶋成シリーズ（探偵條里嶋成による推理小説）
  - 天女の密室 実業之日本社 1977年（書き下ろし）
  - 石の結社 実業之日本社 1979年（書き下ろし）
- 神聖代 徳間書店 1978年
- 柔らかい時計 徳間書店 1978年（短編集）
- 時間監視員（タイムウォッチャー）シリーズ
  - 五万年後の夏休み 鶴書房 1978年
  - 緑の宇宙群島 角川書店 1980年（角川文庫書き下ろし）
- 宇宙25時 徳間書店 1978年
- ビッグウォーズシリーズ
  - 『神鳴る永遠の回帰 ビッグウォーズ 1』 徳間書店 1978年
  - 『火星戦線異状なし ビッグウォーズ 2』　徳間書店 1979年
  - 『真白き神々の降臨 ビッグウォーズ 3』　徳間書店 1980年
  - 『宇宙元年新創世記 ビッグウォーズ 4』　徳間書店 1986年
  - 『神撃つ朱い荒野に ビッグウォーズ枝篇・火星戦記 青葉の闘い』　徳間書店 1981年
  - 『精霊荒野に咽きて ビッグウォーズ枝篇・火星年代記2200年』　徳間書店 1984年
  - 『響かん天空の梯子 ビッグウォーズ枝篇・火星年代記2050年』　徳間書店 1998年
  - 『帰らざる宇宙の詩 ビッグウォーズ外篇・スターゲイト FCT発進』　徳間書店 1984年
  - 『猫戦士超D球計画 ポスト・ビッグウォーズ・スーパーダイソンボール Part1』　大陸書房 1989年
このシリーズは未完である。本編1～4の第一部「惑星篇」、捷号艦長ハイパー・マクドナルドの話のみ完結。続篇として第二部「銀河篇」、第三部「星雲篇」の構想があり、<銀河篇1>『天翔ける銀河遊牧民』が4章まで荒巻義雄公式WEBサイトの荒巻義雄アーカイブにアップされているが、それ以降の更新については2025年現在未定である。なお、当初3巻の予定であった「惑星篇」は4巻になり、ずれ込んでいる。
枝篇は火星の物語のみ。なお「神撃つ…」は本編の地球を脱出させるための護衛艦の話に接続。「精霊…」は火星開拓史＆アンドロギュノス・シンジケートの話である。火星のコロニーや月のルナシティーに関しては実際に建築物の設定を設計士に依頼したということである。
外篇は本編に付随する物語。
原本によれば、「枝編」「外編」の「編」は「篇」を使用している。
また「神撃つ…」の前半部分（神々の空母「地獄」を撃沈するまで）は1993年に株式会社マジックバスの制作でOVA化されているが、続篇が制作されることはなく、後に発売されたDVDも北米のみでの販売となった。
- 白魔伝シリーズ
  - 神州白魔伝-九来印之壺の巻 奇想天外社 1979年
- ある晴れた日のウィーンは森の中にただずむ 講談社 1980年（短編集）
- 女神たちの午後-青い旅の作品集 角川書店 1980年（短編集）
- 秘宝シリーズ
  - ソロモンの秘宝 徳間書店 1980年
  - 始皇帝の秘宝 徳間書店 1982年
  - シルクロードの秘宝 徳間書店 1985年
- アバンダンデロの快機械 角川書店 1981年（短編集）
- ヴァルプルギスの夜 角川書店 1981年（短編集）
- 明王シリーズ
  - 殺意の明王 有楽出版 1981年（『殺意の明王 魔界戦記I』ケイブンシャ文庫 1990年）
  - 明王戦記/悪魔の議定書 有楽出版 1986年（『悪魔の議定書 魔界戦記Ⅱ』ケイブンシャ文庫 1990年）
  - 明王魔界戦記/妖獣王子 有楽出版 1987年（『妖獣王子 魔界戦記Ⅲ』ケイブンシャ文庫 1990年）
  - 心霊師団出撃す 有楽出版 1989年
  - 心霊潜水艦出撃セヨ 有楽出版 1990年
  - 心霊戦艦武蔵出撃 有楽出版 1991年
- ファウスト時代 講談社 1982年
- カストロバルバ-エッシャー宇宙の探偵局 中央公論社 1983年（改題『エッシャー宇宙の殺人』中公文庫 1986年）
- ムー大陸シリーズ
  - ムー大陸の至宝 角川書店 1984年
  - ムー大陸情死行 角川書店 1986年
  - ムー大陸摩天楼 角川書店 1987年
- 古代かごめ族の陰謀 徳間書店 1985年（改題『日本幻族の謎を追え!』徳間文庫 1992年）
- 埋宝伝説シリーズ
  - 義経埋宝伝説殺人事件 講談社 1985年（改題『義経埋宝伝説の謎を追え!』徳間文庫 1992年）
  - 日光霊ライン殺人事件 講談社 1986年
- 幻文明の旅 徳間書店 1986年
- 要塞シリーズ
  - ニセコ要塞1986（全3巻） 中央公論社 1986-88年
  - 十和田要塞1991（全3巻） 中央公論社 1989年
  - 阿蘇要塞1995（全5巻） 中央公論社 1990-91年
  - 琵琶湖要塞1997（全6巻） 中央公論社 1991-92年
  - 富嶽要塞（全3巻） 中央公論新社 2001年
  - 要塞シリーズイラストストーリー（荒巻義雄/案 佐藤道明/画）中央公論社 1992-95年
    - 海溝要塞1996
    - 漂流要塞1996
    - 消滅要塞1996
    - オーロラ要塞1946（上下）
    - 楽園要塞1996
- 黄河遺宝伝説殺人事件 講談社 1988年
- 「マ」の邪馬台国殺紀行 講談社 1989年
  - 加筆改題『「新説邪馬台国の謎」殺人事件』講談社文庫 1992年
- 猿飛佐助シリーズ
  - 猿飛佐助 誕生編 角川書店 1989年
  - 猿飛佐助 疾風編（全3巻） 角川書店 1989年
  - 猿飛佐助 遊行編（全3巻） 角川書店 1990年
  - 猿飛佐助 決戦編（全2巻） 角川書店 1991-92年
- 「能登モーゼ伝説」殺人事件 講談社 1990年
- 艦隊シリーズ
  - 紺碧の艦隊シリーズ（全20巻） 徳間書店 1990-96年
    - 紺碧要塞 枝編（全4冊） 徳間書店 1992-94年（戦理論、戦略論、地政学、国際論）
    - 「紺碧の艦隊」超丸秘ファイル 徳間書店 1992年
    - 別巻「紺碧島建設計画」 徳間書店 1993年
    - 紺碧事典 徳間書店 1993年
    - 定本 紺碧の艦隊（全2巻） 徳間書店 1994年
    - 紺碧の艦隊世界戦略 本編第1期あとがき集 徳間書店 1997年

  - 新・紺碧の艦隊（全9巻（零、1-8）） 徳間書店 1997-2000年
  - 旭日の艦隊シリーズ（全16巻） 中央公論社 1992-96年
    - 旭日の艦隊 後世欧州戦史（全6巻）中央公論社 1994-96年
    - 旭日の艦隊 図解資料集 中央公論社 1996年（佐藤道明作画）

  - 新・旭日の艦隊（全18巻（零、1-17）） 中央公論社 1997-2000年
    - 新旭日の艦隊FINAL 荒巻義雄寄稿大戦秘話独潜水巡洋艦 中央公論社 2001年（安田忠幸作画）
- 星運紀シリーズ
  - 星運紀Ⅰ悲劇の王子 勁文社 1991年
  - 星運紀Ⅱ王子の出撃 勁文社 1991年
- 砂の要塞 加里森出撃 角川文庫 1992年（改題『笑う小隊長』徳間文庫）
- 義経伝説推理行（合田一道と共著）徳間書店 1993年
- 帝国の光シリーズ
  - 帝国の光（全2巻） 幻冬舎 1997年
- ゴシック 私家版/ネオセントラル 2001年
- PLUG‐プラグ 角川書店 2002年
- 逆説から読む世界史 謎の大陸・アトランティスへの手がかり 青春出版社 2002年
- ローマ人が描いた世界地図 青春出版社 2002年
- 超弦回廊シリーズ
  - 超弦回廊 アトランティス大戦（全4巻） 中央公論新社 2003-04年
  - 超弦回廊 火星のアトランティス（全2巻） 中央公論新社 2006-08年
- もうひとりのわたし的スペキュラティヴ美術論 私家版/中央公論事業出版 2009年
- ロマノフ帝国の野望-日本征服戦争 中央公論新社 2010年
- 骸骨半島 私家版 2011年
- 『定本 荒巻義雄メタSF全集』彩流社 2015年 - 巽孝之・三浦祐嗣編
  1. 『柔らかい時計』
  2. 『宇宙25時』
  3. 『白き日旅立てば不死』
  4. 『聖シュテファン寺院の鐘の音は』
  5. 『時の葦舟』
  6. 『神聖代』
  7. 『カストロバルバ／ゴシック』

  - 別巻『骸骨半島 花嫁 他』
- 有翼女神伝説の謎－蝦夷地に眠る古代イシュメルの遺宝 小鳥遊書房 2019年
- 高天原黄金伝説の謎－神武東征『アレクサンドロス東征』・『出エジプト記』相似説の真偽 小鳥遊書房 2020年
- SFする思考　荒巻義雄評論集成 小鳥遊書房 2021年
- 出雲國国譲りの謎－始度一海邪馬臺国への道、決定解 小鳥遊書房 2022年
- 小樽湊殺人事件 小鳥遊書房 2023年
- 海没都市 TOKIYO 小鳥遊書房 2023年

荒巻曰く「2002年『PLUG』（角川書店）を、脱構築して改題改稿した2023年版」とのこと。
- 天蓋都市ヒカル	小鳥遊書房 2024年
- SF評論入門 （巽孝之と共編）小鳥遊書房 2024年

## 漫画化作品
- 居村眞二作画『紺碧の艦隊』（全21巻） 徳間書店 1992-2001年
- 居村眞二作画『新紺碧の艦隊』（全3巻） 徳間書店 2002-04年
- 笠原俊夫作画『旭日の艦隊』（全10巻） 中央公論社 1993-99年
- 飯島祐輔作画『新旭日の艦隊』（全22巻） 中央公論社 1998-2005年
- 夢野れい作画『琵琶湖要塞1997』(全3巻)　中央公論社 1994-95年